# 유라 고젠

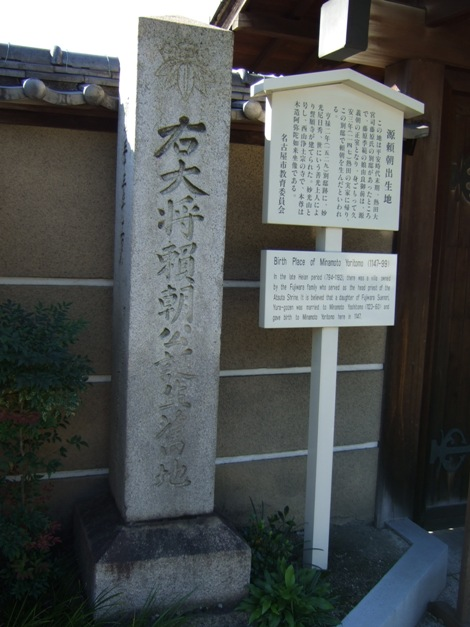
나고야시 아츠타구 소간지에 있는「우대장 요리토모 공 탄생 옛 터(右大将頼朝公誕生舊地)」 비석. 이 땅에서 유라고젠이 요리토모를 출산했다고 한다.

유라 고젠 (일본어: 由良御前 ゆらごぜん[*], 생년 미상 - 호겐 4년 3월 1일 (1159년 3월 22일))은 헤이안 시대 말기의 여성이다. 본명은 알려지지 않았고, 아츠타 신궁의 전승에 의하면 유라히메(由良姫)로 불리며, 계보에는 다이신노츠보네(大進局)라 쓰여있다. 미나모토노 요시토모의 정실이며, 미나모토노 요리토모의 생모이다.

## 생애
아츠타 대궁사 후지와라노 스에노리의 딸로서, 오와리국에서 태어났다. 계보에서는 딸로는 3번째로 기록되어 있지만, 정확한 탄생 순서는 확실하지 않다. 당시의 아츠타 대궁사가는 아들은 후에 고시라카와인의 호쿠멘노부시가 되는 것이 많았고, 딸은 고시라카와인의 생모인 도시 내친왕 (죠사이몬인)을 섬기는 뇨보가 있었기 때문에, 타이켄몬인이나 고시라카와인의 조사이몬인과 가까운 사이였다고 생각된다. 유라 고젠도 죠사이몬인의 뇨보였을 가능성이 시사된다.
규안 연간 무렵에 미나모토노 요시토모와 결혼한 것으로 추측되며, 요시토모와의 사이에서 요리토모, 마레요시, 보몬히메를 얻었다 (요시카도도 그녀 소생이 아닌가 하는 설이 있다.)
호겐 원년 (1156년)에 일어난 호겐의 난에서는, 유라 고젠의 친정인 아츠타 대궁사가는 요시토모의 군세에 군사를 보내 응원했다. 또한, 요리토모는 호겐 3년 (1158년), 아츠타 대궁사가와 인연이 깊은 도시 내친왕의 입후 즈음하여 황후를 섬기는 "황후궁 소진(皇后宮少進)"에 임명되어, 이듬해 호겐 4년 (1159년) 2월에 도시 내친왕이 뇨인 선하를 받자, 요리토모는 쿠로우도에 임명되었다.
같은 해 3월 1일, 유라 고젠이 사망했다. 헤이지의 난이 일어나기 9개월 전의 일이었다.

## 사후
헤이지의 난에서는 유라의 형제인 후지와라노 노리타다는 요시토모의 패사 후에 조카 마레요시를 붙잡아 조정에 바쳤다. 한편, 동생 유한은 요리토모의 이즈국 유배 때에 시중들 사람을 1명 파견하였고, 그 후에도 매월 사자를 보냈다.
분지 4년 (1188년), 오슈 후지와라씨를 멸망시키려고 생각하고 있던 요리토모는 "돌아가신 어머니를 위해 오중탑을 조영하는 것" "중액때문에 살생을 금단하는 것"을 이유로 연내의 군사 행동은 하지 않을 것을 표명하고 있었다. 이듬해인 분지 5년 (1189년) 6월 9일, 요리토모는 가마쿠라에서 돌아가신 어머니의 추선을 위해, 츠루오카 하치만구에 탑을 건립하고, 도읍에서 도사를 불러 성대한 공양을 실시해, 고시라카와인으로부터 말과 비단을 하사받았다.

## 관련항목
- 아츠타 신궁